# Emanuel von Korff
Emanuel Karl Heinrich von Schmysingk genannt Korff (* 31. Mai 1826 in Schönbruch, Ostpreußen; † 5. Februar 1903 in Rönnebeck, Altmark) war ein preußischer Offizier und Reiseschriftsteller.

## Leben
Emanuel von Korff war der Sohn von Friedrich Wilhelm von Korff (1797–1871) und dessen Ehefrau Agnes zu Eulenburg (1803–1890).
Nach seiner Ausbildung in den Kadettenanstalten von Culm und Berlin kam er in das Königliche Preußische Kadettenkorps (→Kadettenhaus).
Korff konnte sich bald schon auszeichnen und wechselte 1844 im Rang eines Fähnrichs in den aktiven Dienst. 1847 wurde er zum Offizier befördert. Nach dem Deutsch-Französischen Krieg erreichte er den Höhepunkt seiner Karriere mit der Ernennung zum Kommandeur  des Ulanen-Regiments Nr. 15 in Straßburg.
Korff heiratete Blanca Meyerbeer (1832–1896), eine Tochter des Komponisten Giacomo Meyerbeer und dessen Ehefrau Minna Mosson. Sie hatten einen Sohn, Friedrich von Korff (1858–1898). Der Geologe Ferdinand Leopold von Andrian-Werburg und der Maler Gustav Richter waren seine Schwager.
Im Februar 1880 wurde er zur Disposition gestellt. Dabei erhielt er neben einer Pension von Kaiser Friedrich III. auch die Erlaubnis, weiterhin in der Regimentsuniform aufzutreten. Im Mai 1894 wurde Korff im Rang eines Generalmajors in den Ruhestand verabschiedet.
Im Alter von nahezu 77 Jahren starb Emanuel von Korff am 5. Februar 1903 auf dem Gut einer befreundeten Familie und fand seine letzte Ruhestätte auf dem Friedhof von Rönnebeck.

## Ehrungen
- Orden Danilos I. für die Unabhängigkeit[1]

## Werke (Auswahl)
- Korff's Weltreise. Deutsches Druck- und Verlagshaus, Berlin 1895/1901.

1. Amerika. 1895.
2. Japan. China. 1896.
3. Indien. 1896.
4. Aegypten. Griechenland. 1896.
5. Afrika, Bd. 1. 1896.
6. Afrika, Bd. 2. 1896.
7. Australien. Neu-Seeland. Süd-Amerika. 1896.
8. Im hohen Norden. 1897.
9. Wieder nach Amerika. 1900.
10. Rußland. 1901.